# ヴラディーミル・ド・パハマン

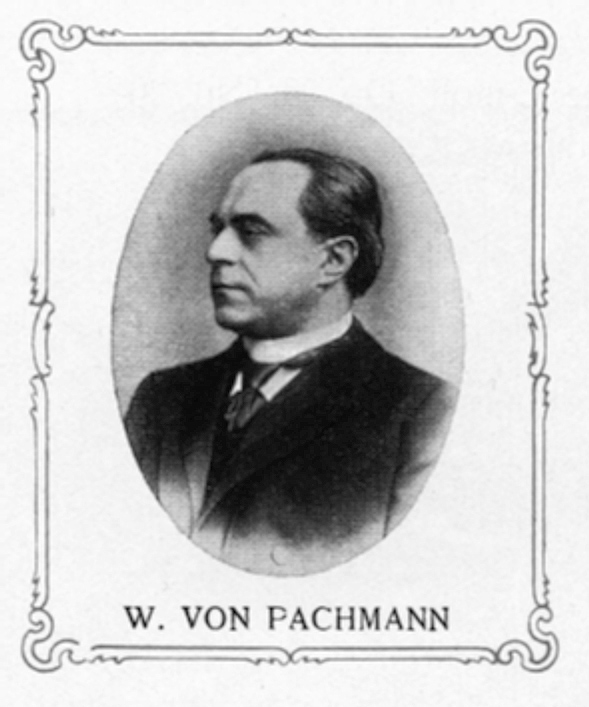
ヴラディーミル・ド・パハマン

ヴラディーミル・ド・パハマン（Владимир де Пахман、ラテン文字転写例：Vladimir de Pachmann、1848年7月27日 - 1933年1月6日）は、ウクライナ出身のピアニスト。主にアメリカやヨーロッパで活躍し、特にショパンの作品の演奏や、風変わりな演奏スタイルで有名である（なお、チェコ出身のチェスのグランドマスターであるヴラディーミル・パハマンは別人）。
ドイツ語ではヴラディミール・フォン・パハマン（Wladimir von Pachmann）と呼ばれる。

## 生涯
ウクライナのオデッサで、ユダヤ人の家庭に「ヴラディーミル・パハマン（Vladimir Pachmann）」として生まれた。貴族の称号である「フォン（von）」や「ド（de）」という前置詞は、後にパハマン自身が付けたとみられ、ロシア帝国軍の将校として働いていた彼のほかの兄弟はこの前置詞を使用しなかった。
父はオデッサ大学の教授であり、ベートーヴェンやウェーバー、その他ウィーンの著名な作曲家と出会ったアマチュアのヴァイオリニストだった。パハマンは父から音楽の手ほどきを受けていたが、地元の音楽教育の水準に飽き足らず、ウィーンに移住。ヨーゼフ・ダックスにピアノを師事し、アントン・ブルックナーに音楽理論を学んだ。
1869年にオデッサでピアニストとしてデビューしたものの、タウジヒの演奏を聴いて魂を震撼され、自らの芸術を磨くために一時引退。イタリアで隠遁生活を送った後、1882年にピアニストとして復帰。
1906年からは、ヴェルテ＝ミニョンのピアノロールに録音を開始し、それ以前の1903年から草創期のグラモフォン・アンド・タイプライター(略；G&T)のSP盤に録音を開始。追ってイギリスコロムビアと、グラモフォン・H，M，V．レーベル及びアメリカビクターにレコードの録音に最も早く対応したピアニストの一人でもある。また、レオポルド・ゴドフスキーのことを常に意識しており、ショパンの『黒鍵のエチュード』の録音では、ゴドフスキーの『ショパンのエチュードによる練習曲』の同曲の編曲のパッセージを『ゴドフスキーはこうやってる』と言って再現して見せたり、同曲集から左手のための『革命のエチュード』の録音を残している（これは『ショパンのエチュードによる練習曲』の最初の録音と考えられる）。
1933年1月6日、ローマで死去した。84歳没。

## 逸話
ブダペストで演奏会を開いたとき、聴衆の一人であったフランツ・リストが休憩時間に脱帽し、一同に向かって「ショパンの弾き方はこんな風でした」と語りかけたという伝説がある。後に、リストはパハマンに個人教授の労を取り、自らショパンの演奏法を教えたと伝えられている（ただし、パハマンには虚言癖があったため、このエピソードが事実かどうかは不明である）。
また、演奏中に呟く奇癖があまりに有名だったため、パハマンが普通に黙って演奏していると聴衆が失望して席を立ったという話があるほか、背中を丸めて行った演奏中の姿がチンパンジーに似ていて、ショパン作曲の演奏が優れているというので、音楽評論家のジェームズ・ハネカーは彼のことをショパンと合わせて「ショパンジー（Chopinzee）」と呼んだといわれている。